# Таранов, Иван Тихонович
Иван Тихонович Таранов (16.09.1927, село Покойное - 1995) — советский государственный и политический деятель, председатель Ставропольского краевого исполнительного комитета.

## Биография
Родился в 1927 году. После окончания СШ № 4 года служил в Советской Армии. Работал заместителем директора Покойненской МТС, секретарем партбюро в МТС, затем в совхозах «Калининский», «Россия». С 1959 г. – директор совхоза, в 1961 г. избран первым секретарем Прикумского райкома КПСС. В 1963-1964 гг. возглавлял Прикумское колхозно-совхозное управление, с 1965 г. – первый секретарь Прикумского ГК КПСС. В эти годы заочно окончил Прасковейский техникум виноградарства, Ростовскую ВПШ, Ставропольский пединститут, затем сельхозинститут. Кандидат экономических наук. 
С октября 1966 года до 1970 года, после М.С.Горбачева, заворгпартотделом крайкома КПСС, с 1970 года до 1973 года секретарь крайкома.КПСС.
В 1973 году избран председателем крайисполкома, проработав в должности до выхода на пенсию в 1990 году. В 1978 году, после перевода М.С.Горбачева в Москву, проиграл В.С.Мураховскому соревнование за должность першого секретаря крайкома партии.
В 1984 и 1989 годах избирался депутатом Верховного Совета СССР. 
За заслуги перед краем и государством награжден орденами Ленина и Трудового Красного Знамени. 
Умер в 1995 году.
Постановлением губернатора Ставропольского края от 26 марта 1999 года за большой вклад в экономическое, социальное и культурное развитие Ставрополья удостоен звания «Почетный гражданин Ставропольского края».